# فرلند (ایلینوی)
فرلند (به انگلیسی: Fairland) یک منطقهٔ مسکونی در ایالات متحده آمریکا است که در ایلینوی واقع شده‌است. فرلند ۱۹۹٫۰۴ متر بالاتر از سطح دریا واقع شده‌است.